# Neolophonotus chionthrix
Neolophonotus chionthrix là một loài ruồi trong họ Asilidae. Neolophonotus chionthrix được Hull miêu tả năm 1967. Loài này phân bố ở vùng nhiệt đới châu Phi.